# 第2号小提琴协奏曲 (帕格尼尼)
B小调《第2号小提琴协奏曲》（Op. 7）是由意大利作曲家尼古洛·帕格尼尼于1826年创作的一首小提琴协奏曲。

## 结构
这首协奏曲共分为三个乐章：
1. Allegro maestoso（快板庄严地，B小调，B大调结尾）
2. Adagio（慢板，D大调）
3. Rondo à la clochette（回旋曲小钟，B小调）